# 平山高明
平山 高明（ひらやま たかあき、1924年3月31日 - 2023年7月15日）は、日本のカトリック教会の司教。洗礼名は「ペトロ」。2000年までカトリック大分司教区長を務め、引退後は大分司教区名誉司教。

## 経歴
1924年（大正13年）3月31日、朝鮮・京城（現在の韓国・ソウル）にて生まれる。祖父は長崎出身の実業家であり、日本二十六聖人の映画『殉教血史 日本二十六聖人』を製作した平山政十。
長崎海星中学校、宮崎農林専門学校畜産科を卒業後に阿蘇開拓団に加わって農業に従事。その後1950年（昭和25年）4月に聖スルピス大神学院に入学し、大神学院卒業年の1957年（昭和32年）3月19日、浄水通聖霊教会（カトリック浄水通教会）でカトリック福岡司教区の深堀仙右衛門司教によって司祭に叙階された。
叙階後はカトリック福岡司教館に、その後にカトリック大名町教会の助任司祭を務めた。1960年（昭和35年）、フランスのパリ・カトリック大学大学院に留学。1962年（昭和37年）に同大学院で宗教教育学および児童教育学を修了し帰国。帰国後、小倉教会と健軍教会で司牧をした。
1970年（昭和45年）1月25日には司教に叙階され、大分教区司教座に着座。30年後の2000年には75歳定年のため引退し、同年に後継者の宮原良治神父（後の第6代カトリック福岡司教）の司教叙階式を主司式で執り行った。
2008年、高松教区にある新求道共同体（ネオ・カテクメナートス）の教区立国際宣教神学院（レデンプトーリス・マーテル）が一旦閉鎖されローマに移された時、同年から2017年まで同神学院院長を務めた。2011年、新求道共同体に関する問題で、日本の4人の司教がバチカンで教皇ベネディクト16世、国務庁長官タルチジオ・ベルトーネ枢機卿らと会談。平山も同席した。
2011年6月26日に大分教区浜口末男司教の叙階式が別府で執り行われた時、現役の各教区長や他2人の名誉司教と共に叙階式に参加した。2017年に帰国。2020年、司教叙階50周年を迎えた。
2023年7月15日午前2時23分、老衰のため明野司祭の家にて死去。99歳没。同月18日、カトリック大分教会(大分司教座聖堂)で葬儀ミサが執り行われた。